# Alexandra Jupiter
Alexandra Johanna Jupiter (* 11. März 1990 in Charenton-le-Pont) ist eine ehemalige französische Volleyball- und Beachvolleyballspielerin.

## Karriere Halle
Jupiter ging 2004 in die USA und spielte in Los Angeles Volleyball beim „Sunshine VBC“. Von 2008 bis 2011 war die Außenangreiferin bei den USC Trojans aktiv. Hier war sie eine der erfolgreichsten Spielerinnen der NCAA-Volleyballmeisterschaften und wurde 2011 „National Player of the Year“. 2013 spielte sie in Puerto Rico bei den Criollas de Caguas. Danach kehrte sie zurück in ihre Heimat und spielte mit Rocheville Le Cannet in der französischen Liga sowie im europäischen Challenge Cup. Mit der französischen Nationalmannschaft wurde Jupiter bei der Europameisterschaft 2013 in der Schweiz Achte. Ein Comeback-Versuch nach ihrer Beachkarriere 2021 beim belgischen Verein Charleroi Volley scheiterte wegen einer Achillessehnenruptur.

## Karriere Beach
Jupiter spielte von 2005 bis 2009 Beachvolleyball als eine der jüngsten Spielerinnen auf der US-amerikanischen AVP Tour. Nach dem Ende ihrer Hallenkarriere spielte sie seit 2015 auf der FIVB World Tour und auf europäischen CEV-Turnieren. Mit Laura Longuet hatte sie ihre besten Resultate 2015 als Fünfte beim FIVB Open Turnier in Puerto Vallarta und 2016 als französische Vizemeisterin sowie als Fünfte der Europameisterschaft in Biel. 2017 spielte Jupiter mit Ophélie Lusson und 2018 mit Alexia Richard, jeweils mit wechselndem Erfolg. Mit Lézana Placette gewann sie 2018 das FIVB 1-Stern-Turnier in Montpellier. Von 2018 bis 2021 trat Jupiter an der Seite von Aline Chamereau an. Die beiden Französinnen standen 2018 im Finale der Mittelmeerspiele. Im folgenden Jahr erreichten sie das Endspiel ihrer Landesmeisterschaft, gewannen die Goldmedaille der Mittelmeer-Strandspiele, wurden Fünfte beim FIVB 3-Sterne-Turnier in Qinzhou und zogen ins Achtelfinale bei den Europameisterschaften ein, ein Ergebnis, das sie eine Spielzeit später wiederholen konnten. 2021 verpassten sie beim Finale des Continental-Cups in Den Haag die Olympischen Spiele in Tokio. Danach beendete Jupiter ihre Profi-Karriere im Sand.